# アルカーディ・ヴォロドス
アルカーディ・アルカディエヴィチ・ヴォロドス（ロシア語: Арка́дий Арка́дьевич Володо́сь, ラテン文字転写: Arkadij Arkadievich Volodos, 1972年2月24日 - ）は、ロシアのピアニスト。
ラテン文字表記では、Arcadyとの綴りもみられる。超絶技巧のレパートリーで知られ、リストやラフマニノフ、ホロヴィッツのトランスクリプションを得意として、録音にも残している。

## 略歴
レニングラードに声楽家の家庭に生まれ、レニングラード音楽院に進んで当初は声楽を、その後は指揮を学ぶ。しかし8歳からピアノも学んでおり、1987年にモスクワ音楽院に入学。初めて本格的にピアノに専念した。パリ音楽院に留学してジャック・ルヴィエにも師事し、マドリッドでは、ソフィア王妃高等音楽学校においてディミトリー・バシキーロフ（ダニエル・バレンボイムの現在の義父）にも師事。
ホロヴィッツのプロデューサーを長年務めたトーマス・フロストに、「想像力や音色、表現意欲や演奏技巧」を認められ、ソニー・クラシカルと契約した。これまで、年に1枚のペースでCDの発表を続けている。